# Santa Maria di Sibiola

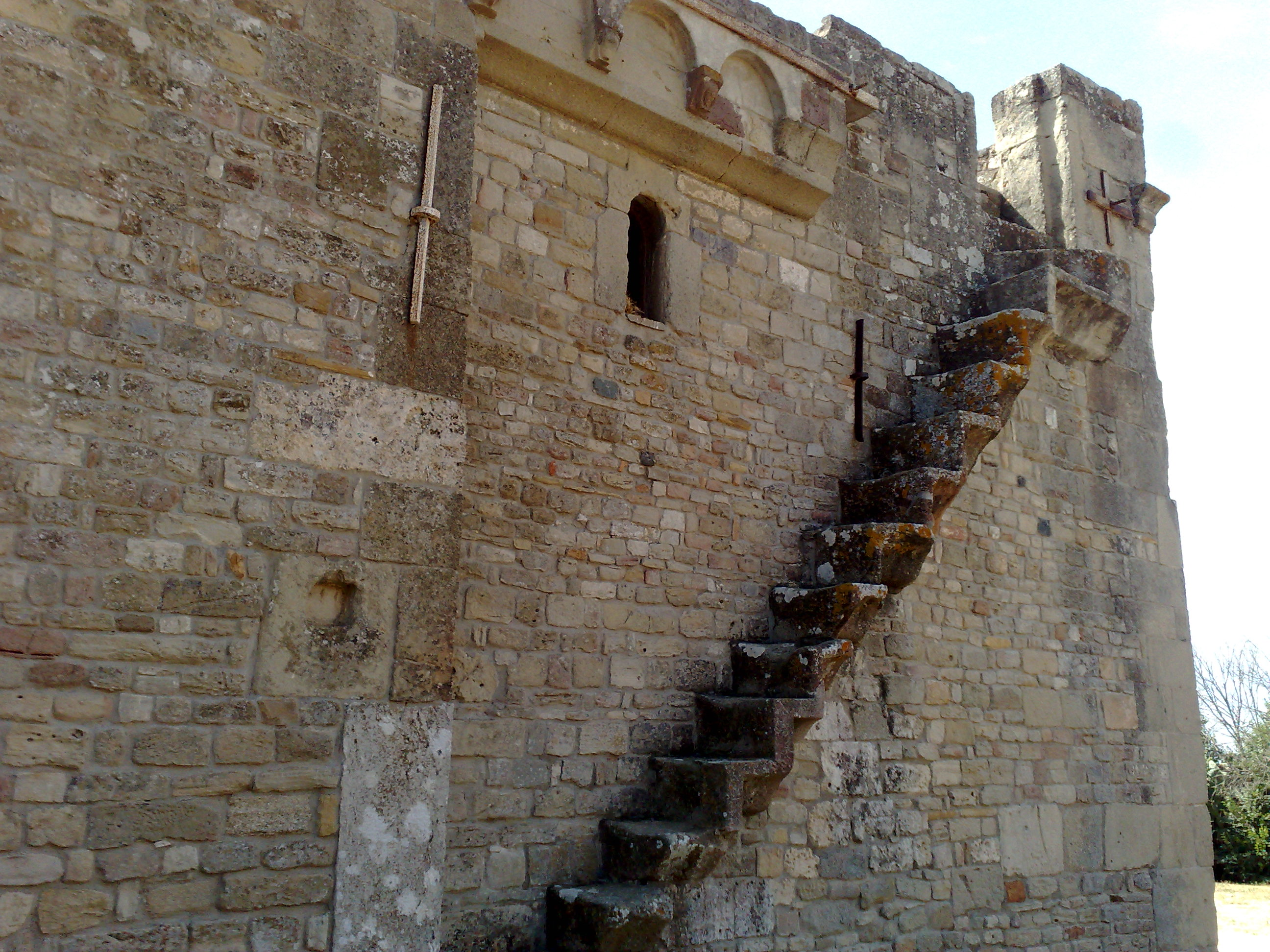
Santa Maria Sibiola – Zugang zum Glockengiebel

Die kistenartig wirkende Landkirche Santa Maria di Sibiola ist die besterhaltene Doppelapsidenkirche auf Sardinien. Dies in der Ostkirche entstandene Baumotiv wurde vereinzelt von westlichen Mönchsorden übernommen. Die Benediktiner von St. Victor in Marseille errichteten die Kirche zu Anfang des 12. Jahrhunderts. Santa Maria di Sibiola liegt drei Kilometer von Serdiana entfernt, nördlich von Cagliari und ist eines der Meisterwerke im romanisch- provenzalischen Stil auf Sardinien.
Das Mauerwerk besteht aus kleinen Steinen, nur die Frontseite ist in der klassischen massig wirkenden Quaderbauweise ausgeführt. Die unsymmetrische Teilung des Innenraums in zwei unterschiedlich breite Längsschiffe mit je einer Apsis setzt sich in den Eingängen und Fenstern der Fassade mit ihrer inneren Spannung konsequent fort. Vor allem die Tonnengewölbe, deren Gurtbögen sich über kleine Konsolen in Lisenen fortsetzen, weisen auf die Leichtigkeit der Provence. Der Wandel hin zu leichteren, lebhafteren Formen offenbart sich auch in den Menschen-, Tier- und Pflanzenmotiven auf den Konsolen. Bezeichnend ist auch die Zwanglosigkeit, mit der man das Zugangsproblem zum Glockengiebel durch eine Außentreppe löste.
Die Benediktiner von Monte Cassino errichteten die älteste der sardischen Doppelkirchen Sant’ Elia di Tattinu bei Nuxis im Jahre 1065. Sie ist zwei orientalischen Heiligen geweiht, was die ansonsten nicht eindeutige Zweiteilung erklären würde.